# Nati nel 1577
| Questa pagina contiene informazioni ricavate automaticamente dalle voci biografiche con l'ausilio del template Bio e di un bot. L'aggiornamento è periodico e automatico e ricostruisce completamente la pagina. Se manca una persona in questa lista, sei pregato di non aggiungerla, ma accertati piuttosto che la sua voce biografica contenga il template Bio e che i dati anagrafici siano correttamente compilati. Se il template Bio manca, inseriscilo tu stesso o, in alternativa, metti l'avviso {{tmp\|Bio}} che ne segnala la mancanza. Se i dati riportati sono sbagliati, correggi direttamente la voce biografica; le modifiche saranno visibili in questa lista entro pochi giorni. Per chiarimenti vedi il progetto biografie. La lista contiene solo le 77 persone che sono citate nell'enciclopedia e per le quali è stato implementato correttamente il template Bio. Pagina aggiornata al 2 giu 2025. |

## Gennaio(2)
- 19 gennaio - Nicholas Tufton, I conte di Thanet, nobile e politico inglese († 1631)
- 29 gennaio - Francesco Stelluti, naturalista e letterato italiano († 1653)

## Febbraio(4)
- 6 febbraio - Beatrice Cenci, nobildonna italiana († 1599)
- 8 febbraio - Robert Burton, saggista inglese († 1640)
- 17 febbraio - Augusto di Sassonia-Lauenburg, nobile († 1656)
- 22 febbraio - Pieter Huyssens, architetto e gesuita fiammingo († 1637)

## Marzo(6)
- 1º marzo - Richard Weston, I conte di Portland, politico britannico
- 2 marzo - George Sandys, viaggiatore britannico († 1644)
- 3 marzo - Nicolas Trigault, gesuita, missionario e letterato belga († 1628)
- 20 marzo - Alessandro Tiarini, pittore italiano († 1668)
- 24 marzo - Francesco I di Pomerania, duca e vescovo luterano († 1620)
- 27 marzo - Iacopo Cicognini, poeta e drammaturgo italiano († 1631)

## Aprile(4)
- 12 aprile - Cristiano IV di Danimarca, re († 1648)
- 23 aprile - Gaspard van den Bosch, arcivescovo cattolico belga († 1667)
- 26 aprile - Elisabetta di Nassau, duchessa († 1642)
- 27 aprile - Francesco Gonzaga, nobile italiano († 1616)

## Maggio(3)
- 20 maggio - Giovanni Battista Bertusio, pittore italiano († 1644)
- 20 maggio - Filippo de' Medici, principe italiano († 1582)
- 31 maggio - Nur Jahan, nobildonna persiana († 1645)

## Giugno(2)
- 12 giugno - Paolo Guldino, matematico e astronomo svizzero († 1643)
- 28 giugno - Peter Paul Rubens, pittore fiammingo († 1640)

## Luglio(5)
- 9 luglio - Thomas West, III barone De La Warr, nobile inglese († 1618)
- 10 luglio - Anastasio De Filiis, astronomo italiano († 1608)
- 13 luglio - Rocco Pirri, abate e storico italiano († 1651)
- 21 luglio - Adam Willaerts, pittore e disegnatore olandese († 1664)
- 25 luglio - Anna di Montafià, nobile francese († 1644)

## Settembre(4)
- 1º settembre - Scipione Caffarelli-Borghese, cardinale, arcivescovo cattolico e collezionista d'arte italiano († 1633)
- 6 settembre - Pietro Tacca, scultore italiano († 1640)
- 24 settembre - Luigi V d'Assia-Darmstadt († 1626)
- 29 settembre - Michel Le Nobletz, religioso e missionario francese († 1652)

## Ottobre(5)
- 1º ottobre - Fedele da Sigmaringen, presbitero e santo tedesco († 1622)
- 3 ottobre - Fortunio Liceti, medico, filosofo e scienziato italiano († 1657)
- 6 ottobre - Ferdinando di Baviera, arcivescovo cattolico tedesco († 1650)
- 17 ottobre - Cristofano Allori, pittore italiano († 1621)
- 17 ottobre - Dmitrij Michajlovič Požarskij, militare russo († 1642)

## Novembre(3)
- 4 novembre - François Leclerc du Tremblay, politico e religioso francese († 1638)
- 10 novembre - Jacob Cats, poeta, giurista e politico olandese († 1660)
- 25 novembre - Piet Pieterszoon Hein, corsaro, pirata e ammiraglio olandese († 1629)

## Dicembre(4)
- 8 dicembre - Mario Minniti, pittore italiano († 1640)
- 17 dicembre - Francesco Fanelli, scultore italiano
- 20 dicembre - Antonio Brunelli, compositore italiano († 1630)
- 27 dicembre - William Howard, III barone Howard di Effingham, nobile inglese († 1615)

## Senza giorno specificato(35)
- Baldassarre Aloisi, pittore italiano († 1638)
- Jacopo Apollonio, pittore italiano († 1654)
- Isabella Appiano, nobildonna italiana († 1661)
- Giovanni Girolamo Bronziero, medico e storico italiano († 1630)
- Gabriel de Castilla, navigatore e esploratore spagnolo († 1620)
- Giacomo Cavedone, pittore italiano († 1660)
- Luca Cellesi, vescovo cattolico italiano († 1661)
- Sulpitia Cesis, compositrice e liutista italiana
- Thomas Coryat, scrittore inglese († 1617)
- Giovanni Battista Crescenzi, pittore italiano († 1635)
- Girolamo D'Auria, scultore italiano
- Michele Damasceni Peretti, I principe di Venafro, nobile italiano († 1631)
- Cesare Gherardi, cardinale e vescovo cattolico italiano († 1623)
- Francesco Giugno, pittore italiano († 1621)
- Giovanni Giorgio di Hohenzollern-Hechingen, conte († 1623)
- Hōjō Ujimori, militare giapponese († 1608)
- Al-Maqqari, storico arabo († 1632)
- Leonard Helfried von Meggau, politico e nobile austriaco († 1644)
- Niceforo Melisseno Comneno, arcivescovo cattolico, grecista e letterato greco († 1635)
- Giovanni Antonio Molineri, pittore italiano († 1631)
- Roberto de Nobili, gesuita e missionario italiano († 1656)
- Okudaira Iemasa, militare giapponese († 1614)
- Antonio de Oquendo y Zandátegui, ammiraglio spagnolo († 1640)
- Agostino Oreggi, cardinale e arcivescovo cattolico italiano († 1635)
- Agostino Pallavicini, doge († 1649)
- Matteo Priuli, cardinale italiano († 1624)
- Antonio Provana, arcivescovo cattolico italiano († 1640)
- Nicolas Rigault, magistrato, bibliotecario e filologo francese († 1654)
- Acacio Antonio de Ripoll, giurista spagnolo († 1657)
- Zanobi Rosi, pittore italiano († 1631)
- Gabriel Sionita, religioso, insegnante e traduttore libanese († 1648)
- Johan Skytte, politico svedese († 1645)
- Lorenzo Tramalli, vescovo cattolico e diplomatico italiano († 1649)
- Gerhard Johannes Voss, teologo, filologo e storico olandese († 1649)
- Rodrigo da Cunha, arcivescovo cattolico, politico e storico portoghese († 1643)